# Кобилець (притока Опору)
Кобиле́ць — річка (потік) в Українських Карпатах, у межах Стрийського району Львівської області. Ліва притока Опору (басейн Дністра).

## Опис
Довжина річки 7 км. Кобилець — типово гірська річка з кам'янистим дном і численними перекатами та порогами. Річище слабозвивисте. Характерні паводки після сильних дощів чи під час різких відлиг.
Притоки: невеликі потічки.

## Розташування
Кобилець бере початок з джерел на схилах гори Обнога. Тече в межах Сколівських Бескидів спочатку на південний схід, а потім переважно на схід. Впадає до Опору при північній околиці села Тухля.
В басейні розташовані заповідні урочища «Кремінь», а також «Кобилець» (у верхів'ях річки). В нижній частині долини річки розташоване урочище «Кобилець» — місце рекреації.
В басейні потоку немає жодних населених пунктів.